# Helmut Käutner
Helmut Käutner (Düsseldorf (Alemanya), 25 de març de 1908 - Castellina in Chianti (Itàlia), 20 d'abril de 1980) va ser un director de cinema alemany que va treballar principalment durant els anys 1940 i els anys 1950. Va començar la seva carrera a la fi de la República de Weimar i va fer les seves principals pel·lícules durant l'Alemanya Nazi.
La seva pel·lícula de 1956 Der Hauptmann von Köpenick fou nominada a l'Oscar a la millor pel·lícula de parla no anglesa als Premis Oscar de 1956. Tres anys més tard, la seva pel·lícula Der Rest ist Schweigen va entrar en la selecció oficial del 9è Festival Internacional de Cinema de Berlín.

## Filmografia

### Actor
- 1926: Kreuzer Emden :
- 1943: Romanze in Moll
- 1944: Große Freiheit Nr. 7
- 1947: In jenen Tagen
- 1948: Der Apfel ist ab
- 1950: Königskinder
- 1950: Epilog: Das Geheimnis der Orplid
- 1954: Die Letzte Brücke
- 1954: Bildnis einer Unbekannten
- 1955: Himmel ohne Sterne
- 1956: Ein Mädchen aus Flandern
- 1957: Die Zürcher Verlobung
- 1957: Monpti
- 1958: Juchten und Lavendel (televisió)
- 1958: Der Schinderhannes
- 1959: Der Rest ist Schweigen
- 1959: Die Gans von Sedan
- 1960: Wir Kellerkinder
- 1961: Zu jung für die Liebe?
- 1961: Der Traum von Lieschen Müller
- 1963: Vorspiel auf dem Theater (televisió)
- 1967: Verbotenes Land (televisió)
- 1967: Valentin Katajews chirurgische Eingriffe in das Seelenleben des Dr. Igor Igorowitsch (televisió)
- 1968: Ein Mann namens Harry Brent (sèrie de televisió)
- 1968: Bel-Ami (televisió)
- 1968: Babeck (sèrie de televisió)
- 1970: Das Bastardzeichen (televisió)
- 1970: Hauser's Memory
- 1971: Die Frau in Weiß (sèrie de televisió)
- 1971: Der Trojanische Sessel (televisió)
- 1972: Ornifle oder Der erzürnte Himmel (televisió)
- 1972: Versuchung im Sommerwind
- 1973: ''Van der Valk und die Reichen (televisió)
- 1974: Karl May
- 1976: Feinde (televisió)
- 1976: Derrick : Auf eigene Faust  (televisió)
- 1977: Eichholz und Söhne (série televisió)

### Director
- 1939: Kitty und die Weltkonferenz)
- 1940: Frau nach Maß
- 1940: Kleider machen Leute
- 1941: Auf Wiedersehen, Franziska!
- 1942: Anuschka
- 1942: Wir machen Musik
- 1943: Romanze in Moll
- 1944: Große Freiheit Nr. 7
- 1945: Unter den Brücken)
- 1947: In jenen Tagen
- 1948: Der Apfel ist ab
- 1950: Königskinder
- 1950: Epilog: Das Geheimnis der Orplid
- 1951: Weiße Schatten
- 1953: Käpt'n Bay-Bay
- 1954: Die Letzte Brücke
- 1954: Bildnis einer Unbekannten
- 1955: Ludwig II: Glanz und Ende eines Königs
- 1955: Des Teufels General
- 1955: Himmel ohne Sterne
- 1956: Ein Mädchen aus Flandern
- 1956: Der Hauptmann von Köpenick
- 1957: Die Zürcher Verlobung
- 1957: Monpti
- 1958: The Restless Years
- 1958: Der Schinderhannes
- 1959: A Stranger in My Arms
- 1959: Der Rest ist Schweigen
- 1959: Die Gans von Sedan
- 1960: Das Glas Wasser
- 1961: Schwarzer Kies
- 1961: Es muß nicht immer Kaviar sein
- 1961: Diesmal muß es Kaviar sein
- 1961: Der Traum von Lieschen Müller
- 1962: Annoncentheater - Ein Abendprogramm des deutschen Fernsehens im Jahre 1776
- 1962: Die Rote
- 1963: Vorspiel auf dem Theater (televisió)
- 1963: Das Haus in Montevideo
- 1964: Das Gespenst von Canterville (televisió)
- 1964: Lausbubengeschichten
- 1965: Romulus der Große (televisió)
- 1965: Die Flasche (televisió)
- 1966: Robin Hood, der edle Ritter (televisió)
- 1966: Leben wie die Fürsten (televisió)
- 1967: Die Spanische Puppe (televisió)
- 1967: Stella (televisió)
- 1967: Valentin Katajews chirurgische Eingriffe in das Seelenleben des Dr. Igor Igorowitsch (televisió)
- 1968: Bel-Ami (televisió)
- 1969: Tagebuch eines Frauenmörders (televisió)
- 1969: Christoph Kolumbus oder Die Entdeckung Amerikas (televisió)
- 1970: Einladung ins Schloss (televisió)
- 1970: Die Feuerzangenbowle
- 1971: Die Gefälschte Göttin (televisió)
- 1972: Die Seltsamen Abenteuer des geheimen Kanzleisekretärs Tusmann (televisió)
- 1972: Ornifle oder Der erzürnte Himmel (televisió)
- 1974: Die Preußische Heirat (televisió)
- 1976: Margarete in Aix (televisió)
- 1977: Mulligans Rückkehr (televisió)

### Guionista
- 1939: Die Stimme aus dem Äther, de Harald Paulsen
- 1939: Salonwagen E 417, de Paul Verhoeven
- 1939: Marguerite : 3, de Theo Lingen
- 1939: Schneider Wibbel, de Viktor de Kowa
- 1939: Kitty und die Weltkonferenz
- 1940: Frau nach Maß
- 1940: Kleider machen Leute
- 1941: Auf Wiedersehen, Franziska!
- 1942: Anuschka
- 1942: Wir machen Musik
- 1943: Romanze in Moll
- 1944: Große Freiheit Nr. 7
- 1945: Unter den Brücken
- 1947: In jenen Tagen
- 1948: Film ohne Titel de Rudolf Jugert
- 1948: Der Apfel ist ab
- 1950: Königskinder
- 1950: Epilog: Das Geheimnis der Orplid
- 1951: Weiße Schatten
- 1952: Nachts auf den Straßen de Rudolf Jugert
- 1953: Käpt'n Bay-Bay
- 1954: Die Letzte Brücke
- 1954: Bildnis einer Unbekannten
- 1955: Teufels General, Des
- 1955: Griff nach den Sternen, de Carl-Heinz Schroth
- 1956: Ein Mädchen aus Flandern
- 1956: Der Hauptmann von Köpenick
- 1957: Die Zürcher Verlobung
- 1957: Monpti
- 1958: Juchten und Lavendel, de John Olden (televisió)
- 1959: Der Rest ist Schweigen
- 1959: Die Gans von Sedan
- 1960: Das Glas Wasser
- 1961: Zu jung für die Liebe?, d'Erica Balqué
- 1961: Schwarzer Kies
- 1961: Der Traum von Lieschen Müller
- 1962: Die Rote
- 1966: Wir machen Musik, de Karl Vibach (televisió)
- 1966: Robin Hood, der edle Ritter (televisió)
- 1966: Leben wie die Fürsten (televisió)
- 1967: Die Spanische Puppe (televisió)
- 1967: Stella (televisió)
- 1967: Valentin Katajews chirurgische Eingriffe in das Seelenleben des Dr. Igor Igorowitsch (televisió)
- 1968: Bel-Ami (televisió)
- 1969: Tagebuch eines Frauenmörders (televisió)
- 1969: Christoph Kolumbus oder Die Entdeckung Amerikas (televisió)
- 1970: Die Feuerzangenbowle
- 1972: Ornifle oder Der erzürnte Himmel (televisió)
- 1974: Die Preußische Heirat (televisió)